# Liste der Monuments historiques in Montreuil-sur-Barse
Die Liste der Monuments historiques in Montreuil-sur-Barse führt die Monuments historiques in der französischen Gemeinde Montreuil-sur-Barse auf.

## Liste der Immobilien
| Bezeichnung      | Beschreibung                                        | Standort                      | Kennzeichnung | Schutzstatus | Datum | Bild           |
| ---------------- | --------------------------------------------------- | ----------------------------- | ------------- | ------------ | ----- | -------------- |
| Kirche St-Gilles | ab dem 12. Jahrhundert, im 16. Jahrhundert umgebaut | Rue du 27 Août 1944 (Lage)    | PA00078161    | Classé       | 2002  | weitere Bilder |
| Wohnhaus         | Massivbau, 1550er Jahre                             | 32 rue du 27 Août 1944 (Lage) | PA10000004    | Classé       | 1997  | weitere Bilder |

## Liste der Objekte
| Bezeichnung                   | Beschreibung                                | Standort                       | Kennzeichnung | Schutzstatus | Datum | Bild |
| ----------------------------- | ------------------------------------------- | ------------------------------ | ------------- | ------------ | ----- | ---- |
| Gemälde Profess einer Nonne   | Ölfarbe auf Leinwand, 1767                  | in der Kirche St-Gilles (Lage) | PM10004363    | Inscrit      | 1985  |      |
| Glocke                        | Bronze, 1557 gegossen, 1951 neugegossen     | in der Kirche St-Gilles (Lage) | PM10001295    | Classé       | 1913  |      |
| Gemälde Heiliger Nikolaus     | Ölfarbe auf Leinwand, 1833                  | in der Kirche St-Gilles (Lage) | PM10004360    | Inscrit      | 1985  |      |
| Expositionsnische             | Eichenholz, vergoldet, 18. Jahrhundert      | in der Kirche St-Gilles (Lage) | PM10004365    | Inscrit      | 1985  |      |
| Skulptur Christus in der Rast | Kalkstein, farbig gefasst, bezeichnet 1519  | in der Kirche St-Gilles (Lage) | PM10001296    | Classé       | 1988  |      |
| Kirchenfenster                | aus dem 16. Jahrhundert                     | in der Kirche St-Gilles (Lage) | PM10001294    | Classé       | 2002  |      |
| Adlerpult                     | Eichenholz, farbig gefasst, 17. Jahrhundert | in der Kirche St-Gilles (Lage) | PM10001297    | Classé       | 1984  |      |
| Skulptur Heiliger Ägidius     | Holz, farbig gefasst, 17. Jahrhundert       | in der Kirche St-Gilles (Lage) | PM10004356    | Inscrit      | 1983  |      |
| Kanzel                        | Eichenholz, bemalt, 18. Jahrhundert         | in der Kirche St-Gilles (Lage) | PM10004358    | Inscrit      | 1983  |      |
| Gemälde Heiliger Eligius      | Ölfarbe auf Leinwand, 17. Jahrhunderts      | in der Kirche St-Gilles (Lage) | PM10004361    | Inscrit      | 1985  |      |
| Taufbecken                    | Kalkstein, Kupferdeckel, bezeichnet 1731    | in der Kirche St-Gilles (Lage) | PM10004357    | Inscrit      | 1981  |      |
| Zwei Prozessionsstäbe         | Holz, farbig gefasst, 18. Jahrhundert       | in der Kirche St-Gilles (Lage) | PM10004359    | Inscrit      | 1983  |      |
| Gemälde Heiliger Augustinus   | Ölfarbe auf Leinwand, 1767                  | in der Kirche St-Gilles (Lage) | PM10004362    | Inscrit      | 1985  |      |
| Skulptur Madonna mit Kind     | Kalkstein, farbig gefasst, 17. Jahrhundert  | in der Kirche St-Gilles (Lage) | PM10004364    | Inscrit      | 1985  |      |